# Przestrzeń barw L,a,b

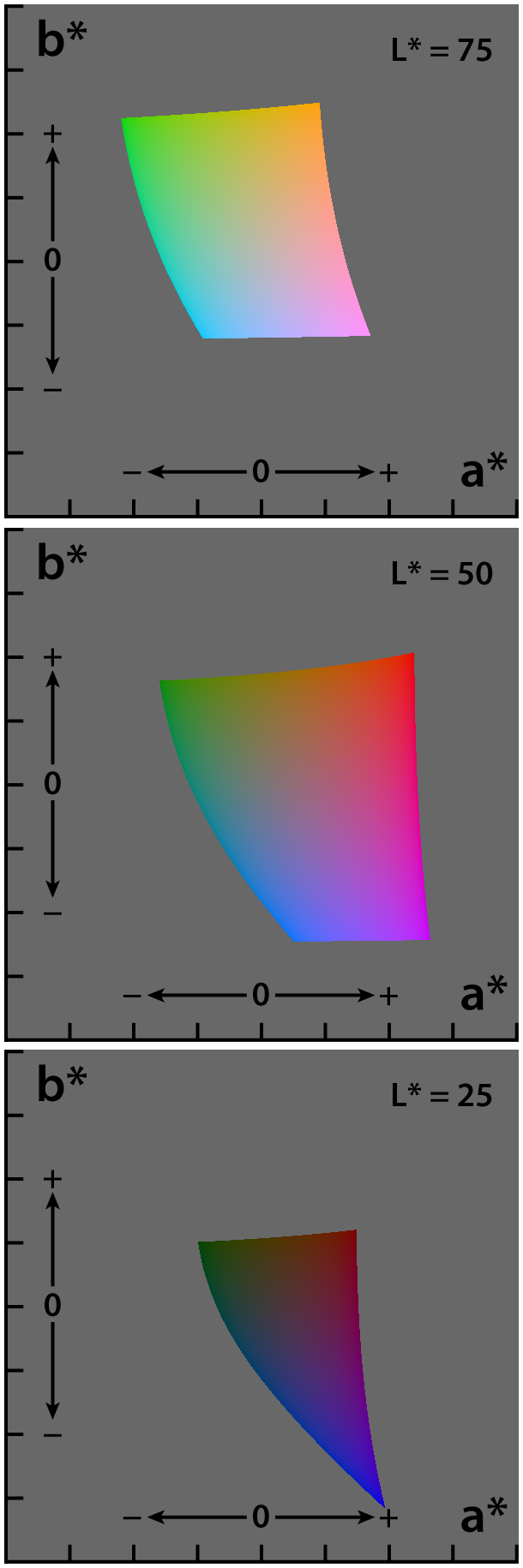
Przestrzeń barw L*a*b* przedstawia tylko barwy mieszczące się w gamucie sRGB (i dlatego też może być wyświetlona na typowym monitorze komputera). Każda z osi w kwadratach ma zasięg od -128 do 128.

Przestrzeń barw Lab – kolorymetryczny model przestrzeni barw rozciągający się pomiędzy barwami przeciwstawnymi, tworzącymi następujące wymiary: wymiar L oznaczający jasność, oraz wymiary a i b, oparte na nieliniowo skompresowanych koordynatach przestrzeni barw CIEXYZ.
Koordynaty systemu barw L, a, b zaproponowanego przez Huntera w 1948 roku to L, a i b. Jednakże Lab stanowi obecnie często nieformalny skrót przestrzeni CIE 1976 (L*, a*, b*)  (zwanej również CIELab, która jest właśnie wyznaczona przez koordynaty L*, a* i b*). Dlatego też akronim Lab nie jest jednoznaczny. Standardy Lab zbudowane są na bazie tzw. trójchromatycznego modelu percepcji barw.

## Koordynaty
Przestrzeń barw L*a*b* jest opisana jako trójwymiarowy system koordynat. Oś a przedstawia udział barwy zielonej lub czerwonej w analizowanej barwie, przy czym odcienie koloru zielonego mają wartość ujemną, a odcienie koloru czerwonego – wartość dodatnią. Oś b przedstawia udział barwy niebieskiej lub żółtej w analizowanej barwie, przy czym odcienie koloru niebieskiego mają wartość ujemną, a odcienie koloru żółtego – wartość dodatnią. Skale osi a i b rozciągają się pomiędzy wartościami -150 i +100 oraz -100 i +150, bez względu na to, że niektóre wartości nie posiadają swojego odpowiednika w kolorze. Ponieważ przy tworzeniu przestrzeni uwzględniono postrzeganie barw, spektrum kolorów nie jest kwadratem, lecz nieregularną bryłą.
Oś L opisuje jasność barwy w obrębie wartości od 0 do 100.
W porównaniu do pierwotnej przestrzeni XYZ standardowej tablicy barw systemu CIE obszar zieleni systemu a*b* jest mniejszy, natomiast obszar purpura-niebieski-cyjan – większy.

## Zastosowanie
Przestrzeń barw L,a,b wykorzystywana jest szeroko w grafice komputerowej. Ponadto stosuje się do oznaczania barwy produktów w przemyśle spożywczym, lub w ogrodnictwie do wyznaczania parametrów jakościowych plonu oraz dojrzałości zbiorczej owoców.